# 秀美蟹守螺
秀美蟹守螺（学名：Rhinoclavis aspera）是中腹足目蟹守螺科銼棒螺屬的一种。主要分布于马来西亚、中国大陆、台湾，常栖息在潮间带至潮下带水深28米处。